# Ulex
Ulex es un género de alrededor de 20 especies de arbustos perennes de la familia Fabaceae, conocidos comúnmente como tojos, nativo de Europa occidental y África, con la mayoría de las especies en la península ibérica.
La especie más difundida es Ulex europaeus que crece en sitios soleados, suelos secos y arenosos, alcanzando una altura de 2-3 metros. Las flores tienen un fuerte olor a coco.
En lugares como Norteamérica, Suramérica, Nueva Zelanda y Australia se ha introducido como planta ornamental.

## Especies
- Ulex argenteus
- Ulex australis
- Ulex boivinii
- Ulex borgiae
- Ulex canescens
- Ulex cantabricus
- Ulex densus
- Ulex eriocladus
- Ulex europaeus
- Ulex gallii
- Ulex genistoides
- Ulex micranthus
- Ulex minor
- Ulex parviflorus